# Sungai Rambai (Tebo Ulu)
Sungai Rambai is een bestuurslaag in het regentschap Tebo van de provincie Jambi, Indonesië. Sungai Rambai telt 2230 inwoners (volkstelling 2010).